# ViViD
Vivid (яп. ヴィヴィッド) — японская Oshare kei рок-группа, основанная в Токио басистом IV и ударником Ко-Ки. Несмотря на молодость группы, ViViD уже через 2 года существования смогла получить статус мэйджер и получить известность как одна из самых перспективных японских visual kei групп.

## История

### Основание и инди-период
Группа была основана в 2009 году бас-гитаристом и боксёром Ив, ранее игравшем в группе Kisnate, и барабанщиком Ко-Ки, ранее игравшем в группе NoveLis. Они были старыми знакомыми и оба занимались музыкой, что повлияло на их решение собрать совместный коллектив. В том же году они встретились с представителями индис-отдела лейбла PS Company, которые подписали с ними контракт и нашли остальных трёх участников группы: вокалиста Сина и гитаристов Рэно и Рёга. Рэно был знакомым Ко-Ки и участником их любительской группы, а Рёга общим знакомым Ив и Ко-Ки. В качестве названия было выбрано английское слово vivid (рус. яркий, живой, пылкий, ясный. Читается: вивид — [ˈvɪvɪd]) которое означает желание участников группы «всегда блистать на сцене».
Первое время они активно выступали в разных клубах Токио, и 8 июля выпустили свой первый сингл Take-off (рус. взлёт). С ним они смогли занять 2 место в индис-чарте Oricon и 64 место в общем чарте. Эти позиции они смогли удерживать в течение недели.
В 2010 квинтет выступил в Париже на Japan Expo 2010. Это было их первое выступление, вне родины. Их четвёртый сингл, под названием «Precious», написанный Рёгой, вышел 15 июля и занял 15 место в чарте Орикон. После этих успехов было объявлено, что группа подписывает контракт с лейблом Epic Records, который принадлежит Sony Music Japan.

### Получение мэйджер-статуса и изменения в творчестве
Их первым мейджер и пятым синглом вообще стал релиз под названием ""Yume Mugen no Kanata" (яп. 「夢」～ムゲンノカナタ～)", вышедший 19 января 2011 года и ставший эндингом в аниме Level E. Следующий сингл вышел в 13 июля того же года и стал четырнадцатым опенингом аниме «Блич», он использовался с 317 по 342 эпизоды.
После этого группа отправилась в тур по Азии, во время которого посетила Гонконг, Сингапур и Тайвань.

### Распад
В январе 2015 года ViViD объявили о распаде. Их последний концерт состоялся 29 апреля в Pacifico Yokohama.
Участники группы говорят, что расформирование произошло не из-за внутреннего конфликта. Каждый уже выбрал свой собственный жизненный путь. Их планы и существование музыкального коллектива ViViD оказались несовместимы.

## Стиль и влияние
Мы — группа, которая играет разную музыку, в любом жанре, превращая его в жанр ViViD. Проще говоря, мы играем мелодичный смешанный рок..
Главным элементом своего творчества участники называют разнообразие и качественные вокальные данные Сина. Обычно всю лирику для ViViD пишет он сам, а Рэно придумывает основную мелодию, после чего все участники группы принимают участие в создании песен. Исключением является мелодичная баллада PRECIOUS (рус. драгоценный), музыку для которой написал Рёга и он же сыграл в ней соло-партию. В творчестве группы присутствуют как относительно тяжёлые и агрессивные, так и весёлые позитивные песни, типичные для жанра oshare kei, к которому группу относят чаще всего.

## Состав
| |  |  |  |  |
| Группа ViViD во время выступления на фестивале Japan EXPO 2010 (слева направо): Син (вокал), Рёга (гитара), Рэно (гитара), Ив (бас-гитара) и Ко-Ки (ударные) |  |  |  |  |

- Син (яп. シン) — вокал, автор текстов всех песен. Родился 4 сентября в городе Мацумото, префектура Нагано. Своим основным кредо Син называет стремление стать вокалистом, способным спеть что угодно. По мнению Сина, возможности в жанре visual kei безграничны[3]. Он говорит, что популярный visual kei певец Гакт оказал на него большое влияние, а к любимой музыке относит классическую музыку[13].
- Рёга (яп. 怜我) — ритм-гитара. Родился 22 ноября в префектуре Гумма. Он самый неприметный в группе и часто держится на сцене отдельно от других участников группы. В то же время они ценят его и считают важным и незаменимым участником группы как гитариста[3]. Его любимая музыка — R&B и японский хип-хоп, также Рёга любит различную мелодическую музыку в целом. Он известный гурман, но в то же время Рёга худощав и никогда не толстеет[14].
- Рэно (яп. 零乃) — соло-гитара, лидер группы. Родился 4 июня в префектуре Канагава. За ответственное выполнение обязанностей лидера группы другие участники шуточно называют его Мистер гитара[12]. Помимо гитары он также увлекается футболом. Своими любимыми музыкантами, наиболее повлиявшими на игру, Рэно называет Эрика Клэптона, Гэри Мура и Стиви Вая[3][15]. В школе Рэно подвергался нападкам из-за своей привлекательной внешности. После чего он перешёл в другую высшую школу и увлёкся там субкультурой гяру одновременно с чем окончательно начал заниматься гитарой.
- I.V. (яп. イヴ иву) — бас-гитара, основатель группы. Родился 16 февраля в префектуре Канагава. Ив известен своим спортивным хобби и в результате очень хорошей физической формой. Он долгое время занимался боксом, где и познакомился с Ко-Ки. В жизни Ив спокоен и рассудителен, а на сцене отличается очень раскрепощённым поведением. Для вдохновения он часто пытается слушать ту музыку, которую ранее не слушал[3]. Его любимая группа — Janne Da Arc, которые повлияли на многие японские группы, например на такие как Fest Vainqueur.
- Ко-Ки (яп. こーき) — ударные, дизайн и костюмы, сооснователь группы. Родился в городе Кавасаки, префектура Канагава. До ViViD он играл вместе с Ив в группе ZiL, где на них и обратили внимание в PS Company[12]. Любимые группы UVERworld и X Japan.

## Дискография

### Альбомы
| Название        | Дата выпуска      | Лейбл        | Тип         |
| --------------- | ----------------- | ------------ | ----------- |
| The Vivid Color | 21 октября 2009   | PS Company   | Мини-альбом |
| Infinity        | 27 июня 2012 года | Epic Records | Альбом      |
| THE PENDULUM    | 26 февраля 2014   | Epic Records | Альбом      |
| ViViD THE BEST  | 25 февраля 2015   | Epic Records | Альбом      |

### Синглы
| Название                             | Дата выпуска    | Лейбл        | Тип         |
| ------------------------------------ | --------------- | ------------ | ----------- |
| Take-off                             | 8 июля 2009     | PS Company   | Сингл       |
| Dear                                 | 19 августа 2009 | PS Company   | Сингл       |
| Across the Border                    | 17 февраля 2010 | PS Company   | Сингл       |
| Precious                             | 7 июля 2010     | PS Company   | Сингл       |
| Yume: Mugen no Kanata                | 19 января 2011  | Epic Records | Сингл       |
| Blue                                 | 13 июля 2011    | Epic Records | Сингл       |
| Fake                                 | 9 ноября 2011   | Epic Records | Сингл       |
| Message                              | 11 января 2012  | Epic Records | Макси-сингл |
| Real                                 | 16 мая 2012     | Epic Records | Макси-сингл |
| ANSWER                               | 24 апреля 2013  | Epic Records | Сингл       |
| THEATER                              | 18 декабря 2013 | Epic Records | Сингл       |
| HIKARI                               | 5 февраля 2014  | Epic Records | Сингл       |
| Thank you for all/From the beginning | 28 января 2015  | Epic Records | Сингл       |